# 埼葛広域農道

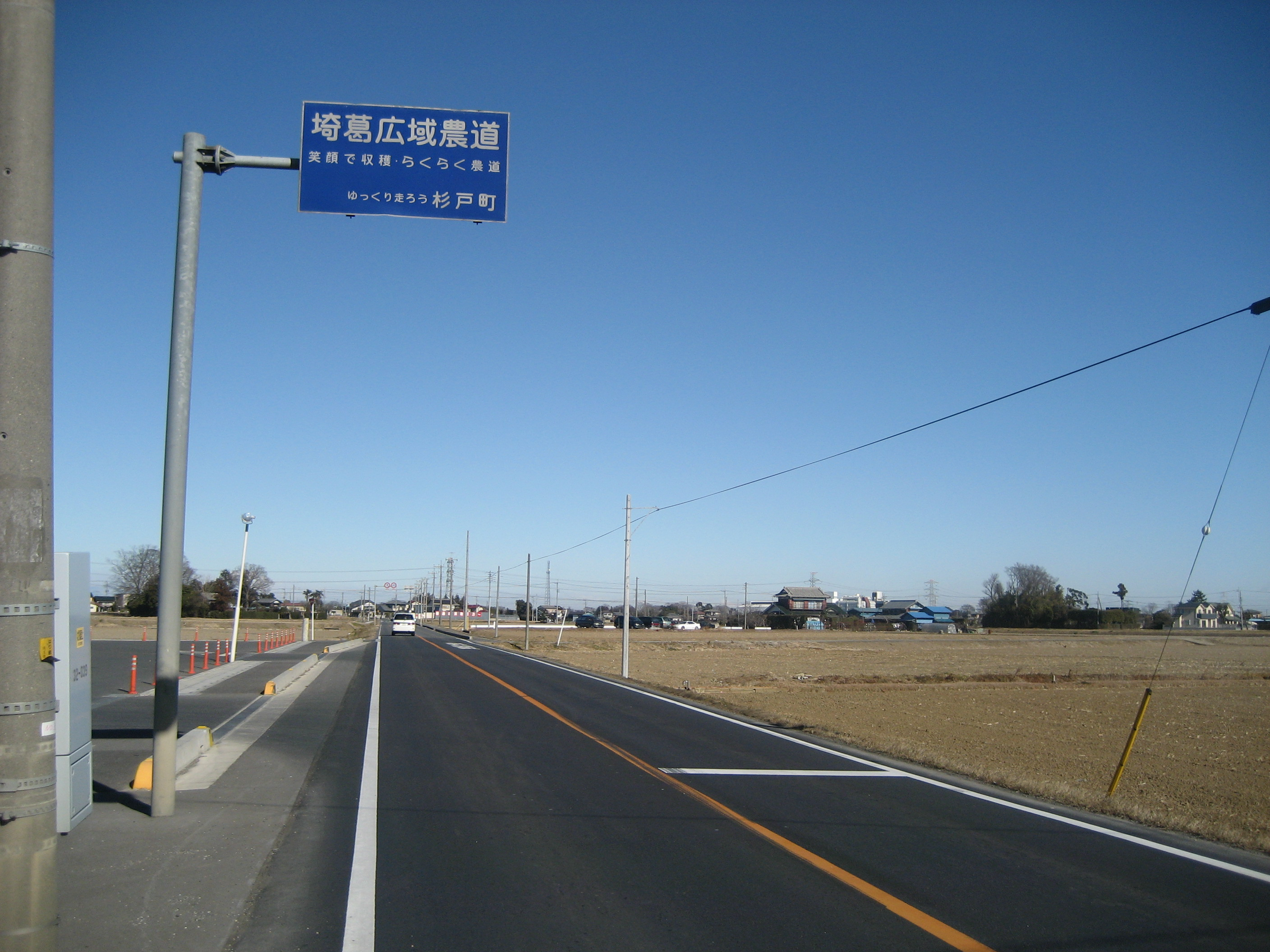
杉戸町並塚

埼葛広域農道（さいかつこういきのうどう）は、埼玉県吉川市と幸手市を結ぶ農道である。道路愛称は『笑顔で収穫らくらく農道』となっている。

## 概要
- 開通：1983年（昭和58年）
- 事業期間：1971年（昭和46年）〜1980年（昭和55年）
  - 土地改良法に基づき、埼玉県の事業により建設された。
- 管理：1983年（昭和58年）〜
  - 沿線各自治体で管理
- 起点・終点の自治体
  - 埼玉県吉川市（起点）
  - 幸手市（終点）

- 通過する自治体

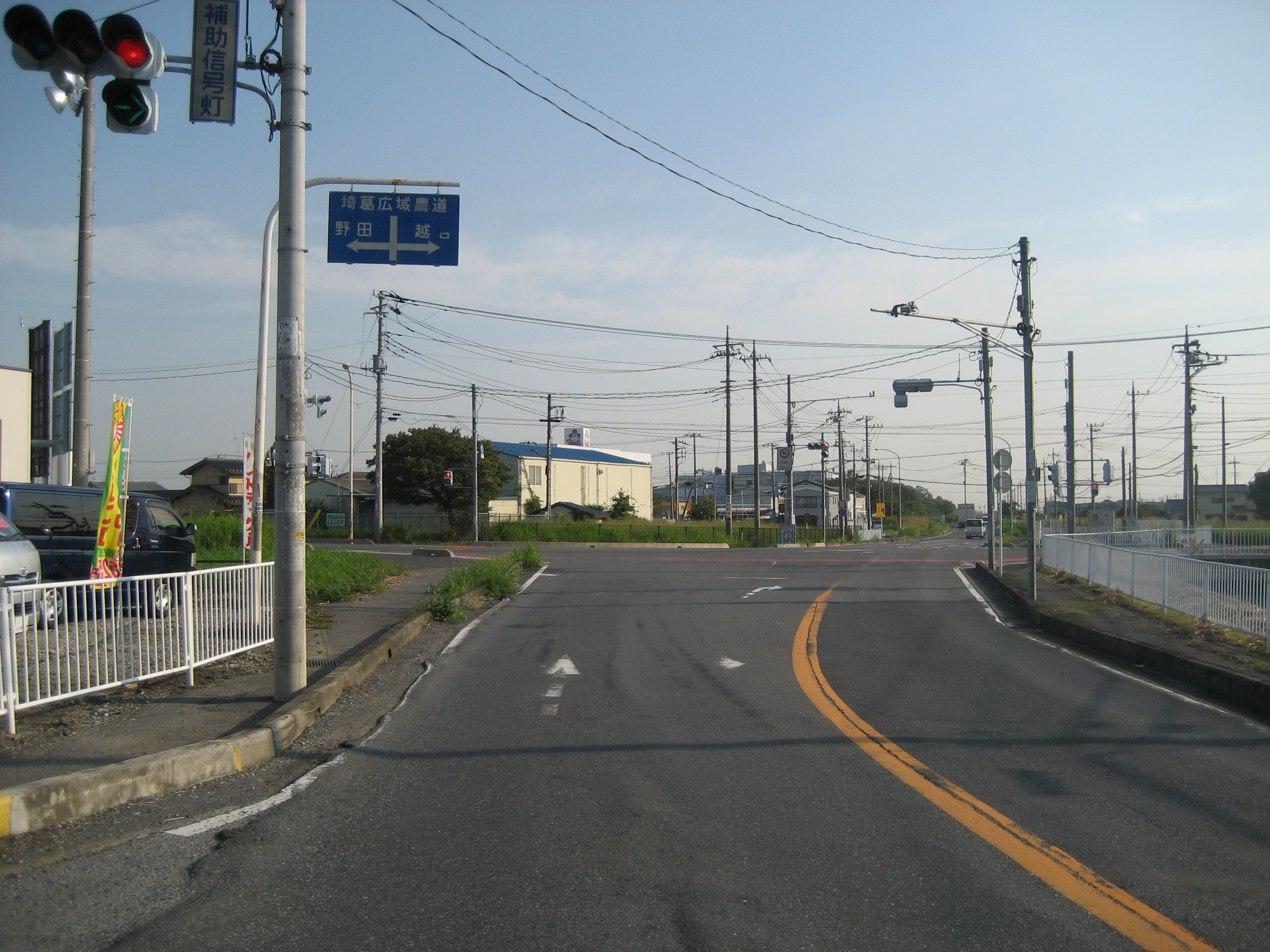
東埼玉テクノポリス入口交差点（農道起点）付近

  - 北葛飾郡松伏町 - 春日部市 - 北葛飾郡杉戸町
- 制限速度：全区間40km/h
- 総距離：18.65km

## 主な交差する道路
- 埼玉県道・千葉県道19号越谷野田線（（吉川市　東埼玉テクノポリス入口交差点）起点）
- 千葉県道・埼玉県道80号野田岩槻線
- 国道4号越谷春日部バイパス（春日部市　広域農道交差点）
- 国道16号春日部野田バイパス（春日部市　下柳交差点）
- 埼玉県道321号西金野井春日部線
- 埼玉県道320号西宝珠花春日部線
- 埼玉県道319号惣新田春日部線（杉戸町　大塚交差点）
- 千葉県道・埼玉県道183号次木杉戸線（杉戸町　並塚（ならびづか）交差点）
- 埼玉県道383号惣新田幸手線（幸手市　中野交差点）
- 茨城県道・千葉県道・埼玉県道26号境杉戸線（幸手市　東農村文化センター前交差点）
- 埼玉県道371号下吉羽幸手線（幸手市　広域農道入口交差点）

## 道路状況
- 東北自動車道・埼玉県道3号さいたま栗橋線・国道4号（現道）の埼玉県北東部方面と新4号国道越谷春日部バイパス・国道16号の埼玉県南東部方面を結ぶ道路[注釈 1]として日中は平日、休日問わず交通量が多く、抜け道として使う人が多い[誰?]。
- 交通量（特に大型自動車）が他の周辺市町道に比べ多いため、頻繁に路面補修が行われている。これにより、沿線自治体の道路補修の予算が圧迫されており、県道への昇格を望む声が多い[1][2][誰?]。
- 沿線は田園地帯ということと、道路に直線部が多いため比較的走りやすい。但し、あちこちで沿道の警察によるスピード取締りが行われている。
- 歩道はあまり設置されていない。一部では、農耕用車両が通行するための側道が設けられている。

## 沿道の主な名所
- 東埼玉テクノポリス
- 道の駅アグリパークゆめすぎと

## 沿道施設
幸手市
- 幸手市水道部・第二浄水場
- 幸手市立東中学校
- 東農村文化センター

杉戸町
- 安土・宮田土地改良区
- JA埼玉みずほ杉戸ライスセンター
- 道の駅アグリパークゆめすぎと

春日部市
- イオンモール春日部

松伏町
- 松伏町立金杉小学校
- 大正大学埼玉校舎

吉川市
- 東埼玉テクノポリス